# ヘリコプリオン
ヘリコプリオン Helicoprion はアガシゾドゥス科に属する化石軟骨魚類の属の一つ。比較的長期間生息していた。ほぼ全ての化石は螺旋状に巻いた歯の塊のみで、これは"tooth whorls"と呼ばれる。この属を含むエウゲネオドゥス類はデボン紀後期に出現し、P-T境界を生き延びて最終的に三畳紀前期に絶滅した。この属を含むグループはサメに似た形態で復元されるが、現生のサメを含む板鰓亜綱ではなく現生のギンザメを含む全頭亜綱に含まれる。

## 古生物学
歯の直径40cmの個体は5-8mにまで成長したと推測される。歯の直径は最大で56cmほどになった。
電気丸のこを強く思わせる螺旋状に巻いた歯を持つことが特徴である。本属を含むエウゲネオドゥス類は、左右の顎の歯が正中線上で癒合している（Symphyseal teeth）ことが特徴で、本属もこの歯を下顎の中央に持っていた。新しく大きい歯は螺旋の先端に加わり、古く小さい歯は螺旋の内側に巻き込まれていくため、個体が誕生から死までの間に生み出した全ての歯がこの中に収められている。
2013年の研究で、CTスキャンによって歯と頭骨の位置関係が特定され、この歯は顎の後方に位置し、顎骨弓全体を占めていたことが明らかとなった。また、全頭亜綱に特有の特徴（顎弓と神経頭蓋が2箇所で関節する、Autodiastylic）も示された。また、上顎に歯の存在は確認できなかった。このことから、獲物を捕食する際に押し潰すような食べ方は不可能で、下顎歯で切断して呑み込むような食べ方であったと考えられる。
また、他の化石魚類にも似た形態の歯を持つものがおり、オニコドゥスは顎の先端にこれに似た数本の歯を持っている。

### 分布
石炭紀後期の海成層から出現を始め、ペルム紀にはその出現頻度は大幅に増加する。ウラル山脈・西オーストラリア州・中国（近縁属の Sinohelicoprion ・Hunanohelicoprion を伴う）・北アメリカ西部（カナダからメキシコまで）など広範囲から産出しており、本属はゴンドワナ大陸の南岸で分化し、その後パンゲア大陸へと広がっていったようである。
日本でも勢多郡の足尾層群から H. bessonowi が産出しているほか、気仙沼からも産出報告がある。

### 螺旋状歯の位置に関する推測

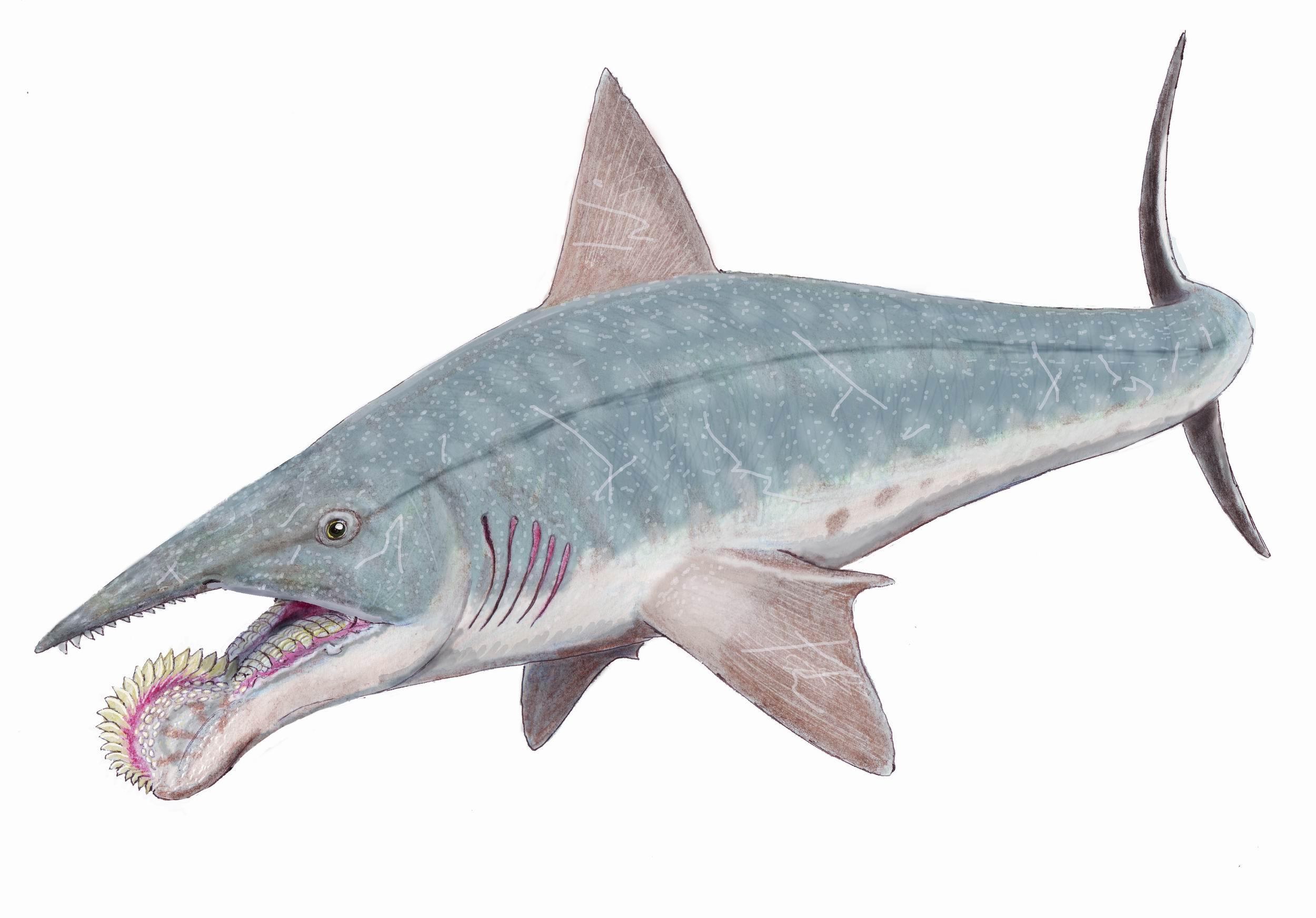
現在は否定されている Helicoprion bessonovi の復元図。

1世紀以上、螺旋状の歯が下顎のどこに位置するのかは不明だった。1899年の発見当初は、上顎の外側に位置するものと考えられ、下顎に配置する復元も提唱された。背鰭や尾鰭にある防御のための構造と解釈する説も現れている。1960年代に入って、エウゲネオドゥス類である Ornithoprion の頭骨が発見され、螺旋状の歯は下顎に位置することが判明した。1994年、美術家のレイ・トロルらは、下顎の先端にこの歯を配置し、現代のミツクリザメを参考にして細長い吻を持つサメの画を描き出した。2008年のMary Parrishによる、スミソニアン博物館のRobert Purdy・Victor Springer・Matt Carranoらの監修の元の復元では、喉の奥の方に配置されたが、他の研究ではこの結論は受け入れられなかった。

### 体型に関する推測

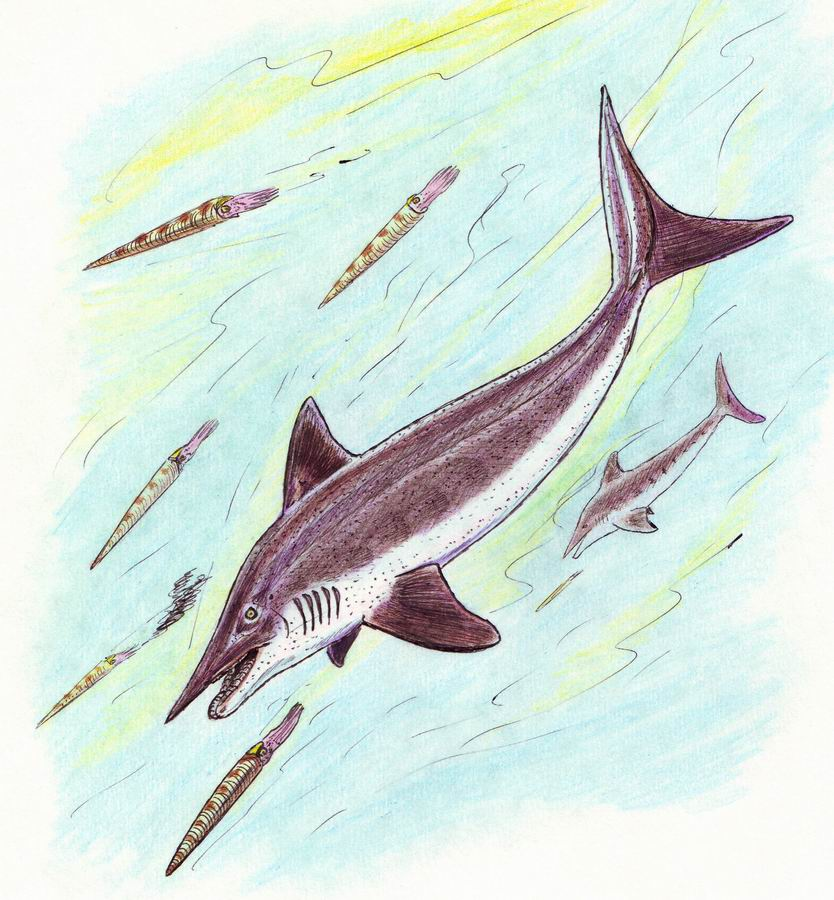
Fadeniaの復元図

ヘリコプリオンやエデスタスのような大型のエウゲネオドゥス類は、殆どが歯、稀に部分的な頭蓋骨や顎からのみ知られるため、体型は小型の近縁種に基づくほかはない。FadeniaやCaseodusのような全身化石が知られる近縁種によれば、紡錘状の体型、発達した尾鰭と単一の背鰭を持ち、腹鰭、尻鰭は欠如している。なお、エウゲネオドゥス類は分類上は現生のサメよりもギンザメに近縁であるが、現在ギンザメ目のみを含む全頭類は古生代の間エウゲネオドゥス目を含むいくつもの目を含むほどの多様性を有しており、形態は現生のギンザメと全く異なる様々な種が存在した（例：ステタカントゥス、Belantsea、Iniopteryx）。いくつかの書籍で確認される、ギンザメの体型に完全に基づいたヘリコプリオンの復元は間違いである。

## 下位分類

### H. bessonowi
Helicoprion 属で最初に記載された種。1899年にアレクサンドル・カルピンスキによって、ウラル山脈のアルチンスキアン（ペルム紀前期）の石灰岩から産出した標本を元に記載された。

### H. ferrieri

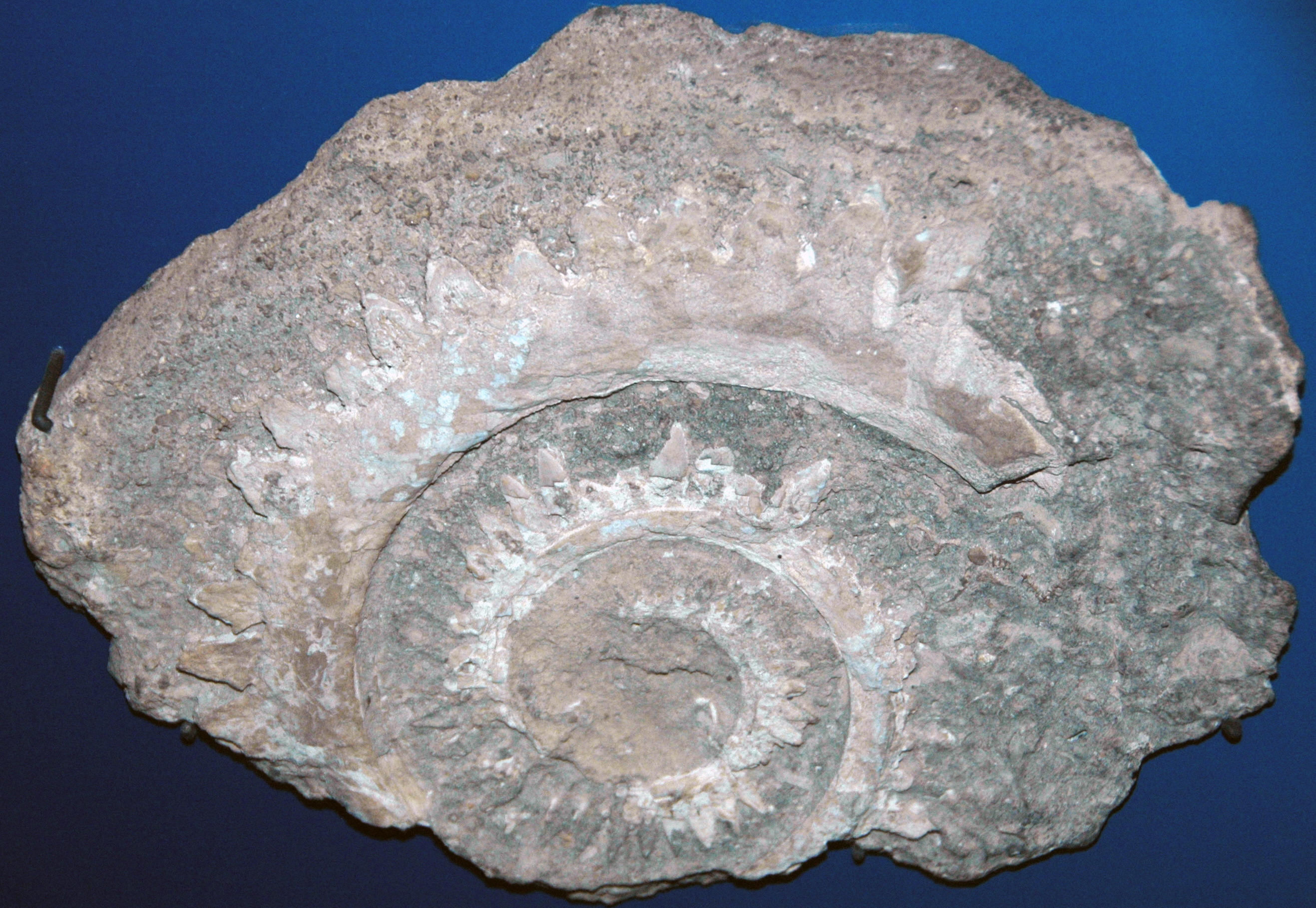
テキサス州、Glass Mountains（ウォルフキャンピアン期）から産出した Helicoprion ferrieri の化石

アイダホ州のPhosphoria累層から得られた化石を元に、1907年に Lissoprion 属として記載された。1955年にはコンタクト (ネバダ州)南方にあるチャイナ山の、ウォルフキャンピアン期（ペルム紀）の石英質露頭から、暫定的に本種とされている化石が得られている。この化石は100mm幅で、13⁄4巻に61本の歯が収められている。全体が母岩の滑りのために歪んでおり、他の部分は風化によって失われている。

### H. jingmenense
湖北省のQixia累層（ペルム紀前期）から発見されたほぼ完全な41⁄3巻の歯に基づく。H. ferrieri ・H. bessonowi とよく似ているが、前者とは歯の刃部分の幅が広いことと歯根が短いこと、後者とは一巻の歯数が39より少ない点で異なる。

### H. nevadensis
1939年にHarry, E Wheelerによって記載された種の一つ。1929年にElbert A Stuartがネバダ州で発見した部分的な化石に基づいている。

## 画像

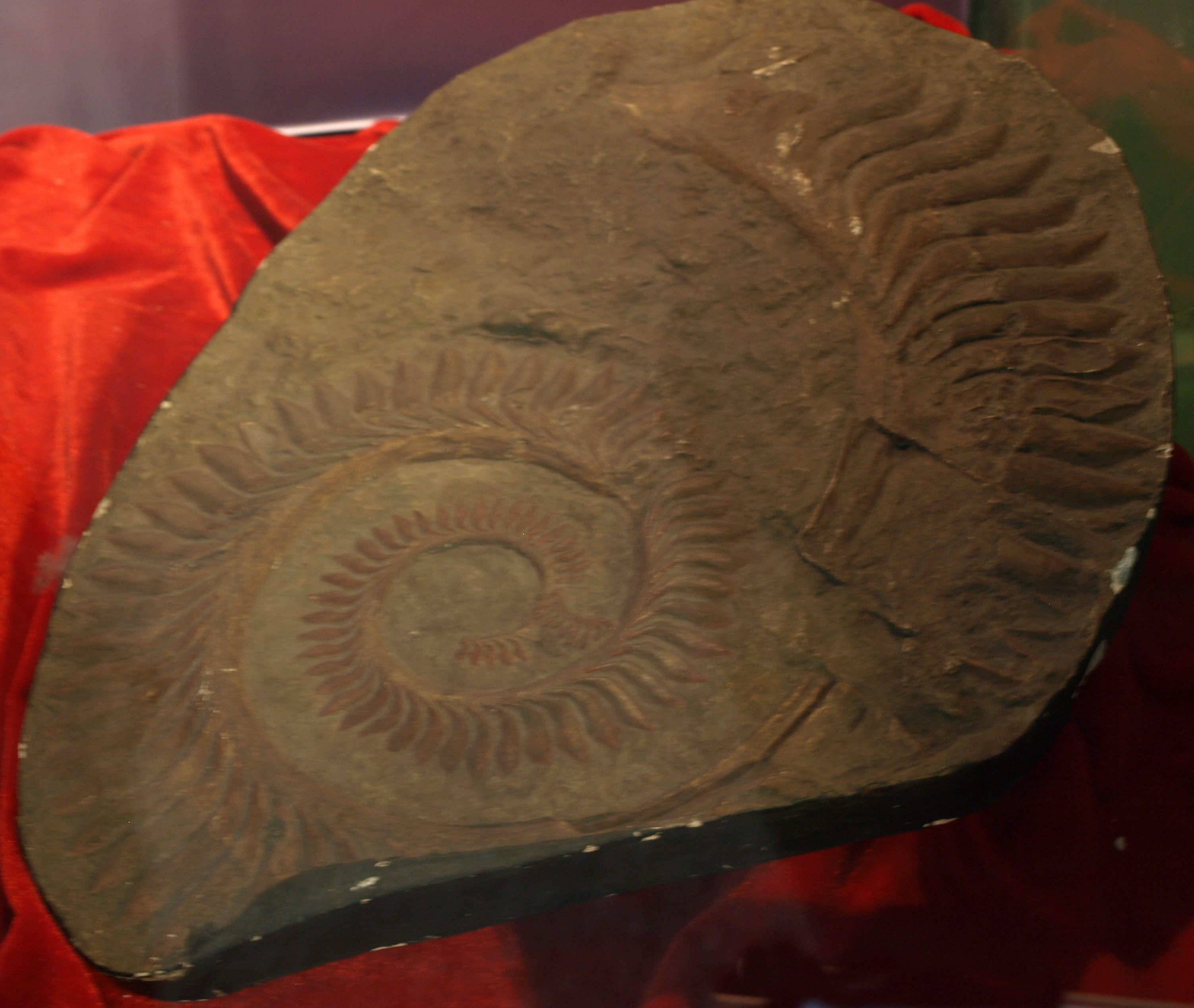
Helicoprion bessonovi の下顎
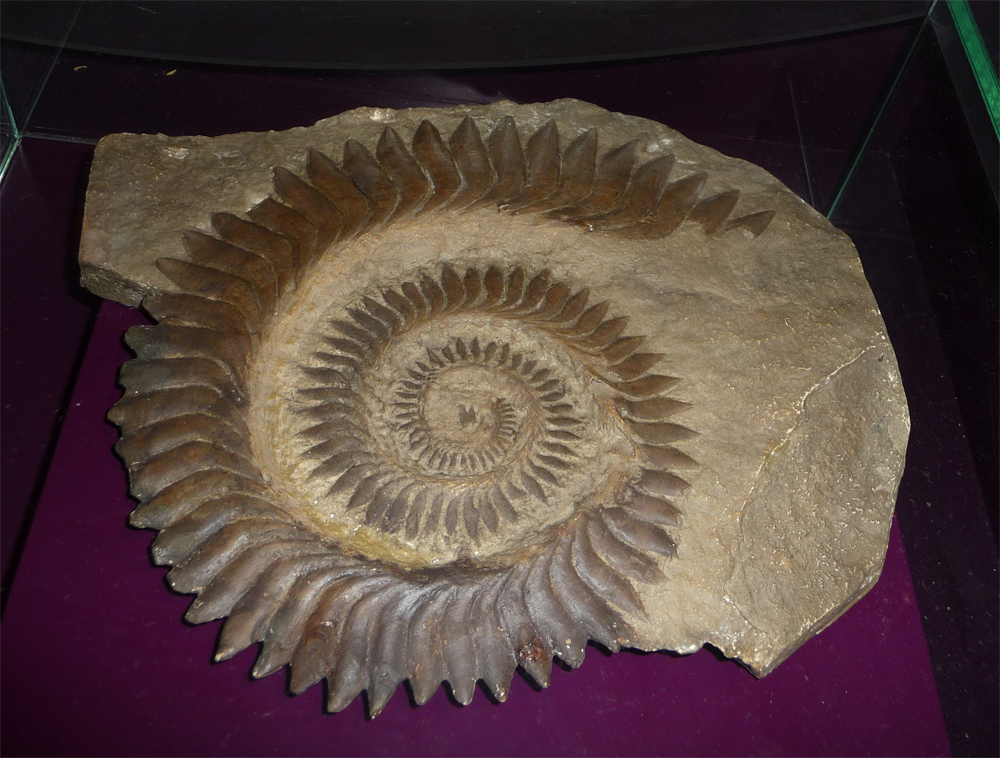
螺旋歯
ヘリコプリオンの歯の構造
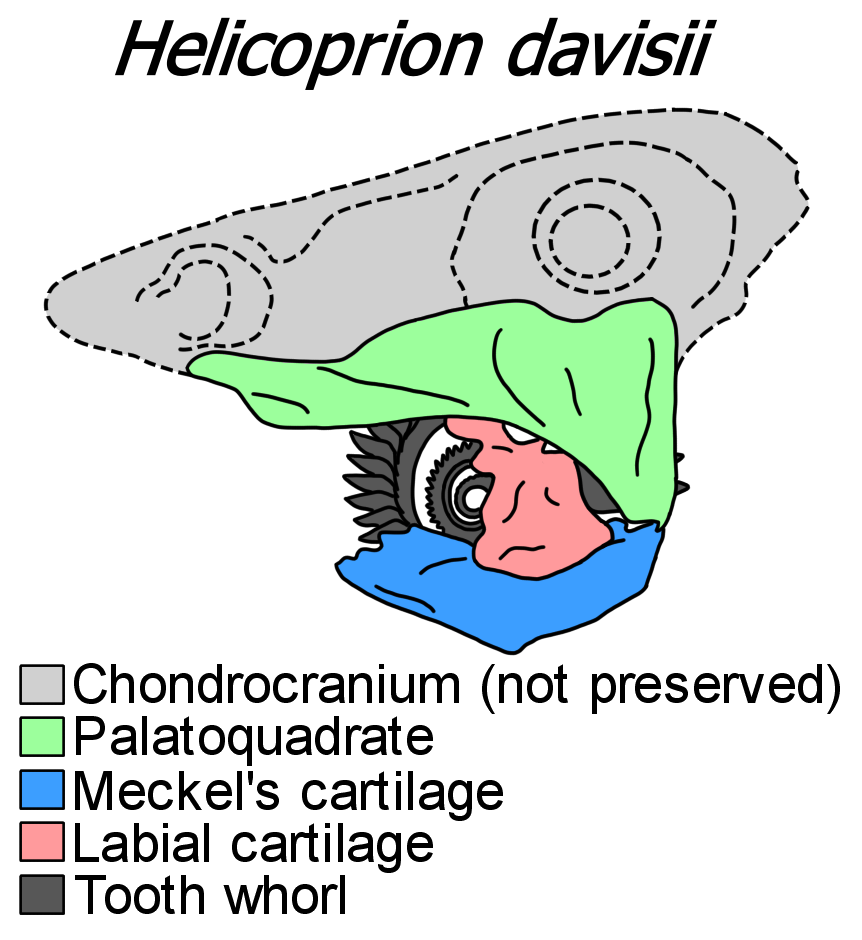
ヘリコプリオンの頭蓋骨の復元図（薄灰色の部位は未発見）
ヘリコプリオンの顎の動きの推測[17]
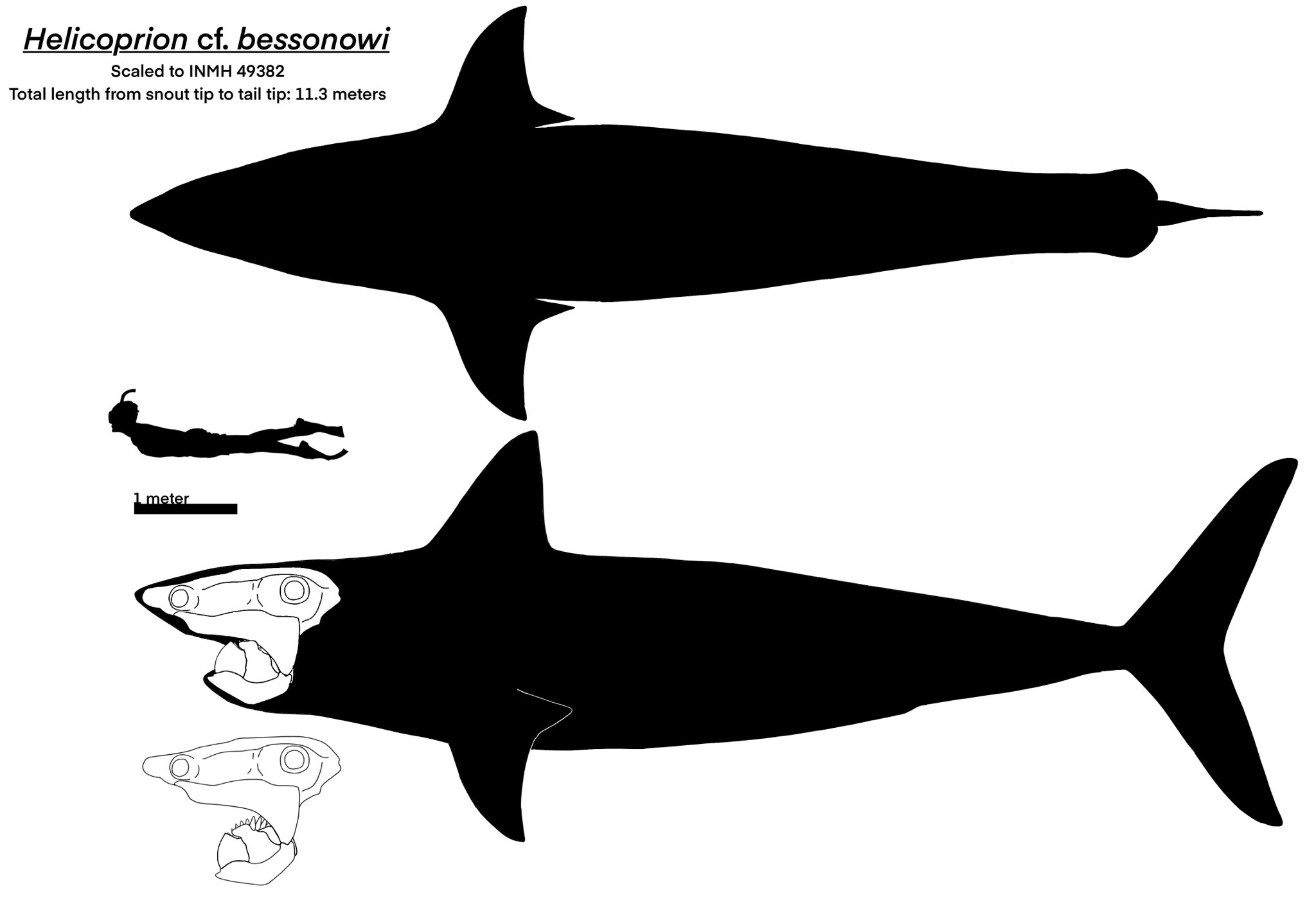
最大の歯に基づくサイズ比較図
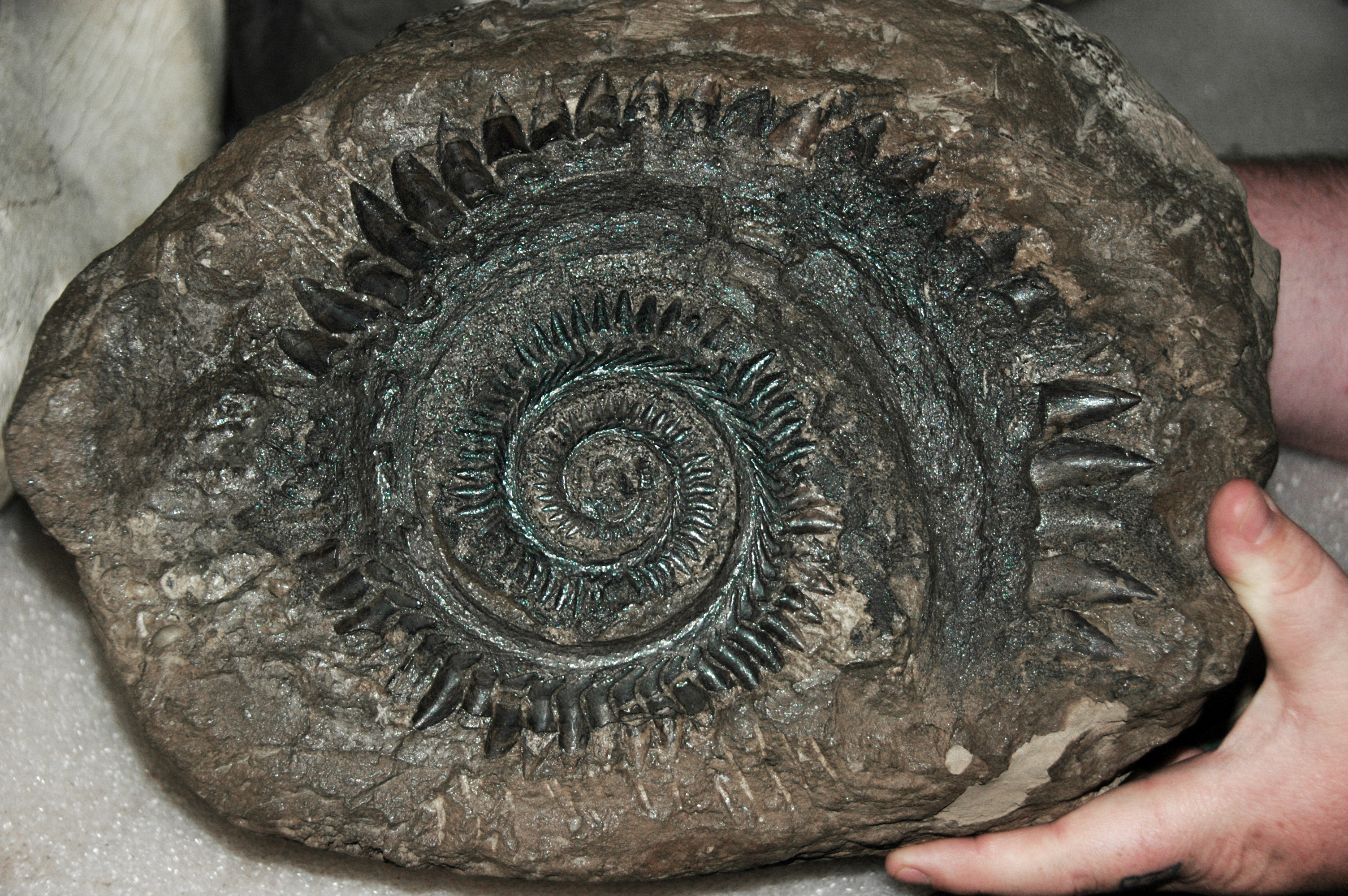
アイダホ州ビンガム郡で発見されたヘリコプリオン